# 馬喰町駅
馬喰町駅（ばくろちょうえき）は、東京都中央区日本橋馬喰町一丁目にある、東日本旅客鉄道（JR東日本）総武本線の駅である。駅番号はJO 21。中央区最北端の駅である。

## 概要
当駅は総武本線の地下区間に設置されている駅の一つである。
開業当時はJR東日本の前身である日本国有鉄道（国鉄）の駅で最も地中深くにある駅（海抜-30.58メートル）だった。そのため、国鉄で一番高い野辺山駅と友好関係にあり、改札前に長野産の白樺でつくられたオブジェが設置されている。
国鉄時代に制作された駅スタンプ（わたしの旅スタンプ）には「国鉄で一番低い駅」と記されていた（JR化後は"国鉄で"を削除）が、のちに高さが−27.14メートルに修正されたことや、さらに低い京葉線東京駅 (−29.19メートル) や海峡線吉岡海底駅（−149.5メートル、2014年〈平成26年〉3月廃止）が開業したため、2003年（平成15年）から2020年（令和2年）7月7日までのスタンプには「問屋街と歴史のある町」と記されていた。2020年（令和2年）7月8日以降は「駅名の漢字一文字」と「駅やその地域の歴史・特徴等を表現したシンボル」を組み合わせた新しいデザインのスタンプに変更された。

### 乗り入れ・接続路線
当駅は、運転系統としては総武快速線の列車が停車する。（上り線でいうと）錦糸町駅から緩行線と分かれて地下区間に入ってから最初の駅であり、総武快速線のうち、この地下区間は首都圏本部の管轄となる。
当駅は連絡通路経由で都営地下鉄新宿線の馬喰横山駅や都営地下鉄浅草線の東日本橋駅に乗り換えが可能となっている。
当駅構内と馬喰横山駅の間に連絡改札口があり、乗換専用自動改札機・有人改札通路・精算窓口が設置されている（都営馬喰横山駅が管理）。

## 歴史
- 1972年（昭和47年）7月15日：開業[1]。都営地下鉄浅草線との乗り換え業務を開始。
- 1978年（昭和53年）12月21日：都営地下鉄新宿線の馬喰横山駅開業に伴い、乗り換え駅となる。
- 1987年（昭和62年）4月1日：国鉄分割民営化に伴い、東日本旅客鉄道（JR東日本）の駅となる[1]。
- 1994年（平成6年）6月25日：都営地下鉄との連絡改札口に自動改札機を設置[9]。
- 2001年（平成13年）11月18日：ICカード「Suica」の利用が可能となる[10]。
- 2010年（平成22年）10月31日：みどりの窓口の営業を終了。
- 2018年（平成30年）10月1日：業務委託化[4]。
- 2023年（令和5年）3月1日：管理駅が新日本橋駅から神田駅に変更[11][12]。

## 駅構造
JR東日本ステーションサービスが駅業務を受託している神田駅管理の業務委託駅である。島式ホーム1面2線を有する地下駅である。ホーム階は地下5階。都営地下鉄新宿線の馬喰横山駅とは改札口を併設した乗り換え用の連絡通路が出入口とは別にある（都営線は上階である地下2階にホームがある）。
当駅のホームは単線シールド工法で建設した。開業時はホームの側壁が未設置だったが、1984年（昭和59年）3月に設置された。
JRの駅構内にある出入口は1 - 6番の6か所だが、うち最も東側の6番出入口は地上連絡ではなく、浅草橋交差点横断地下歩道（国土交通省管理）に直結しており、さらにC1 - C5出入口に分かれている。
ホームと西口改札を結ぶエレベーターが設置されている。改札階と地上を結ぶエレベーターはJRの駅構内および地下歩道には存在しないが、都営地下鉄馬喰横山駅・東日本橋駅A4出入口に併設されたエレベーターが利用できる。
西口・東口改札の2か所あるが、東口改札はお客さまサポートコールシステム導入に伴い終日無人となっており、遠隔対応のインターホンが設置されている。指定席券売機は西口に設置されている。NewDaysは西口側の改札外にある。

### のりば
| 番線 | 路線           | 方向 | 行先                                         |
| ---- | -------------- | ---- | -------------------------------------------- |
| 1    | 総武線（快速） | 上り | 東京・品川・横浜・横須賀・久里浜方面         |
| 2    | 総武線（快速） | 下り | 津田沼・千葉・成田空港・上総一ノ宮・君津方面 |

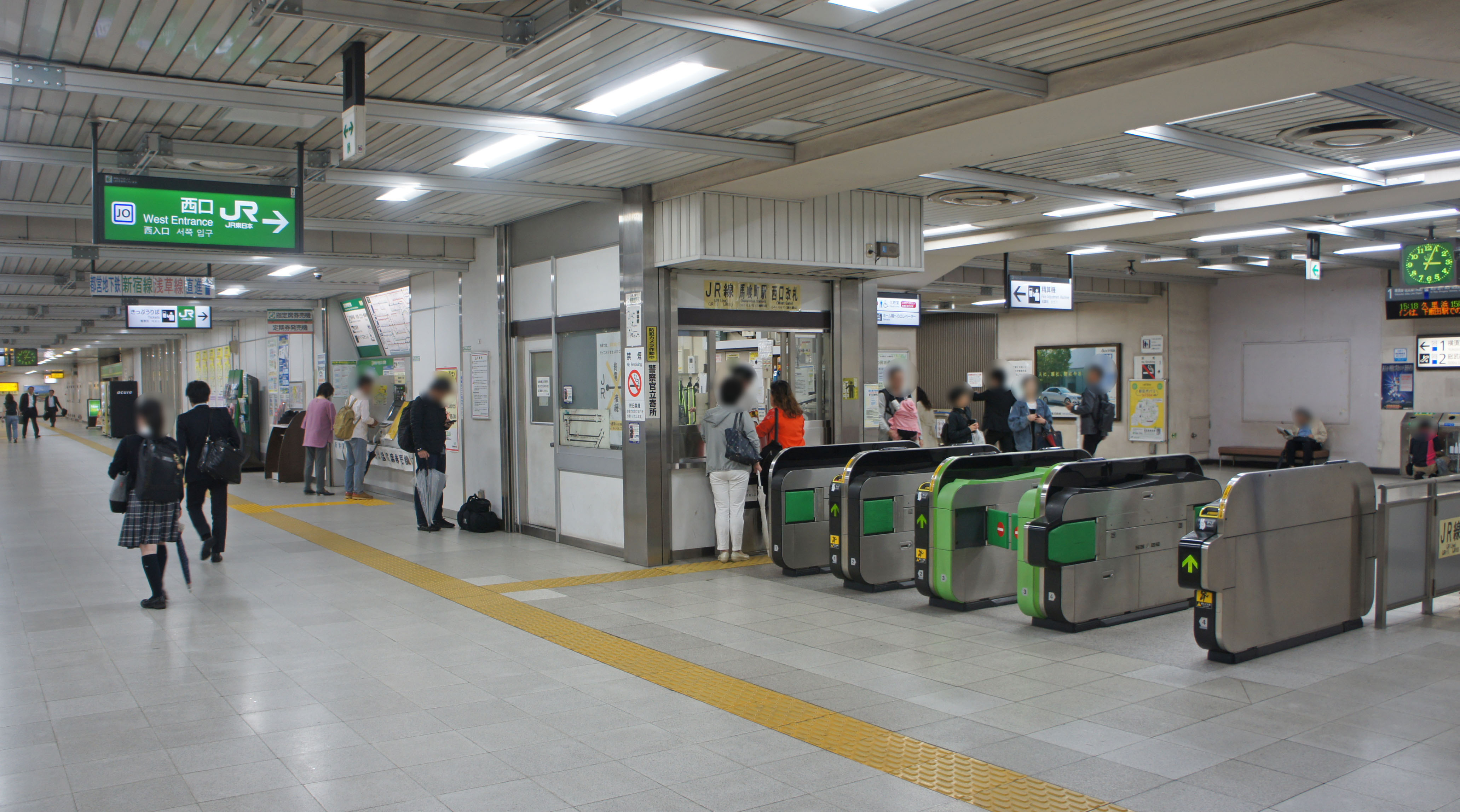
西口改札（2019年6月）
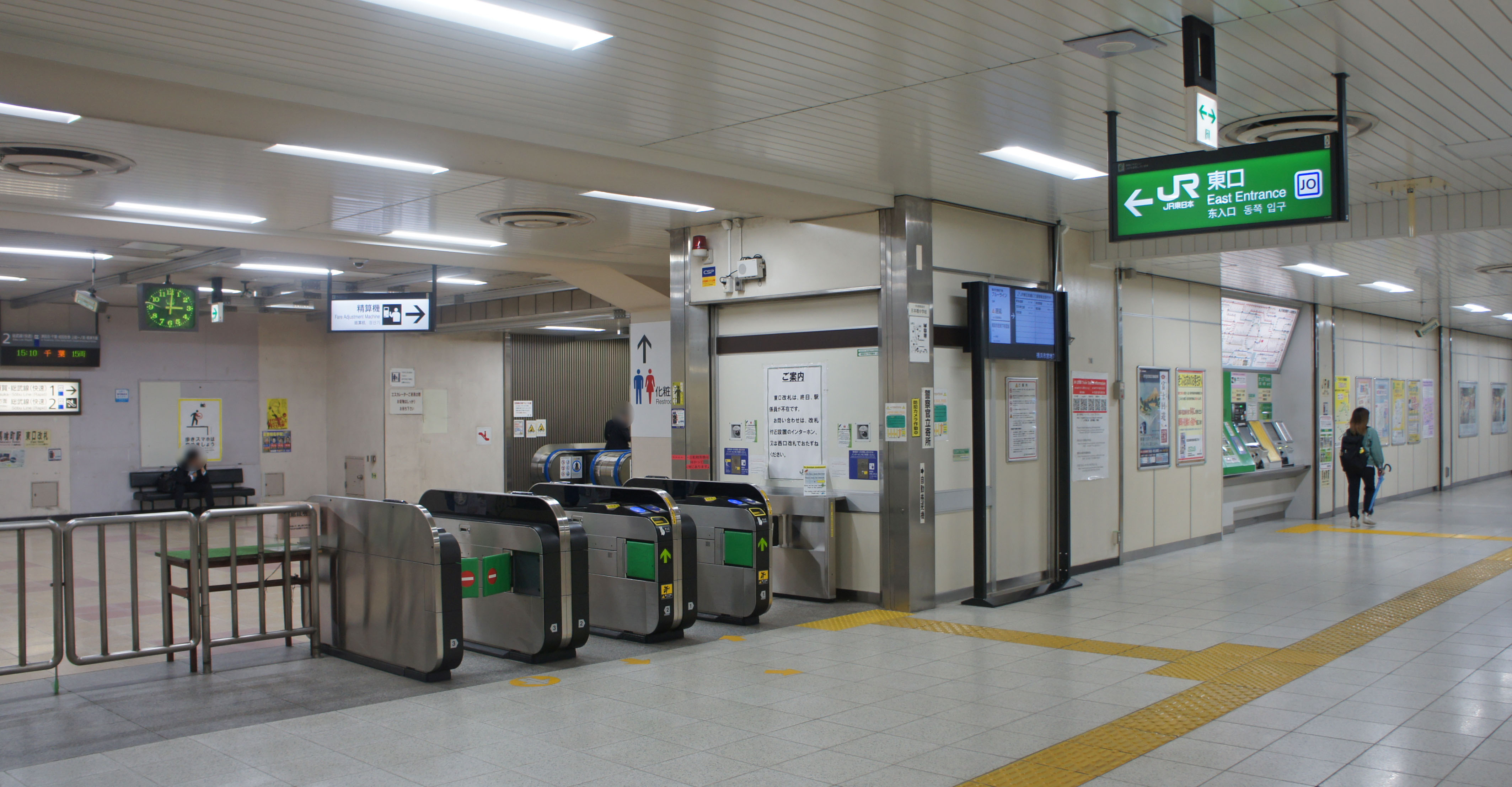
東口改札（2019年6月）
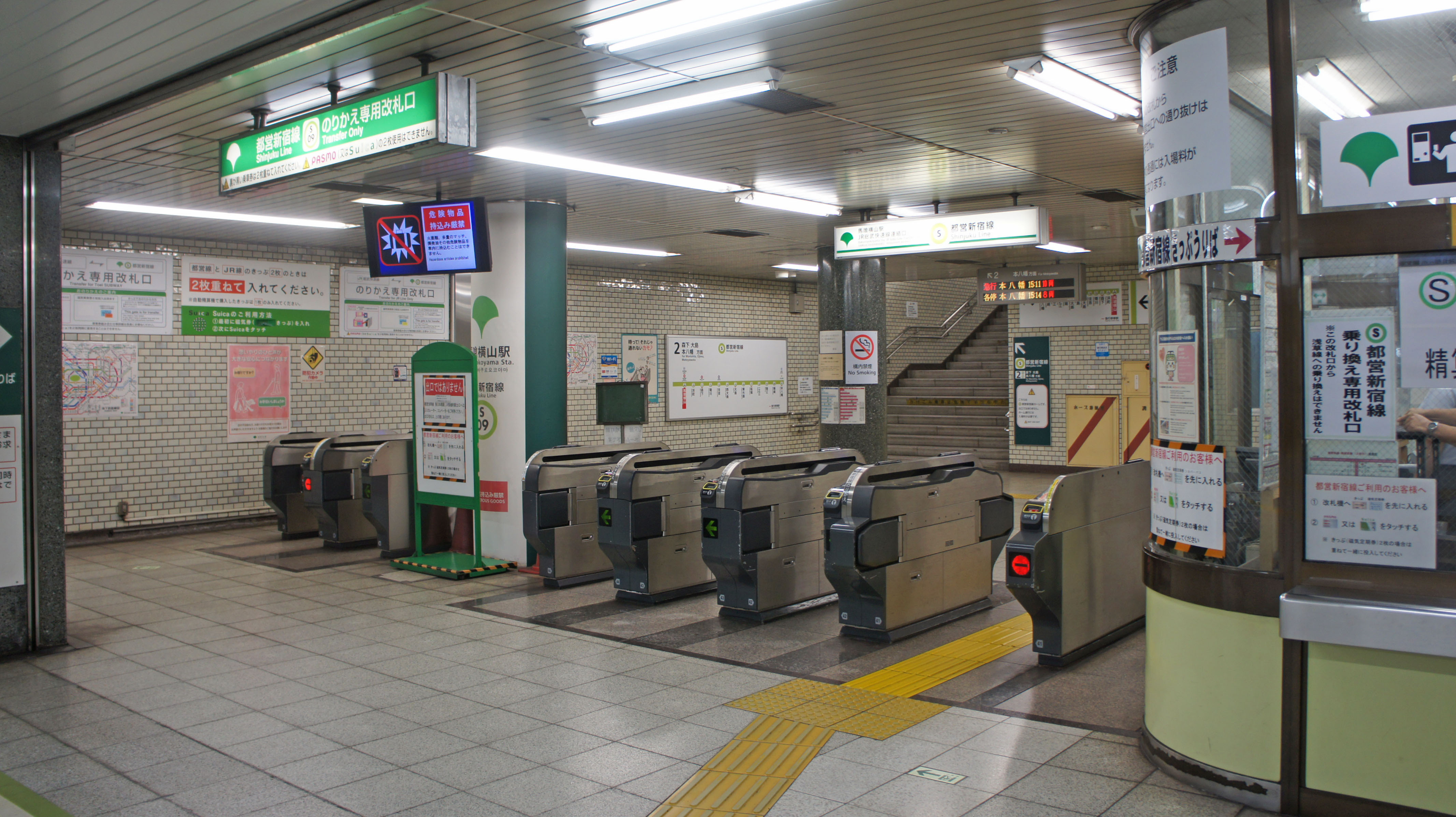
馬喰町駅・馬喰横山駅連絡改札口（2019年6月）
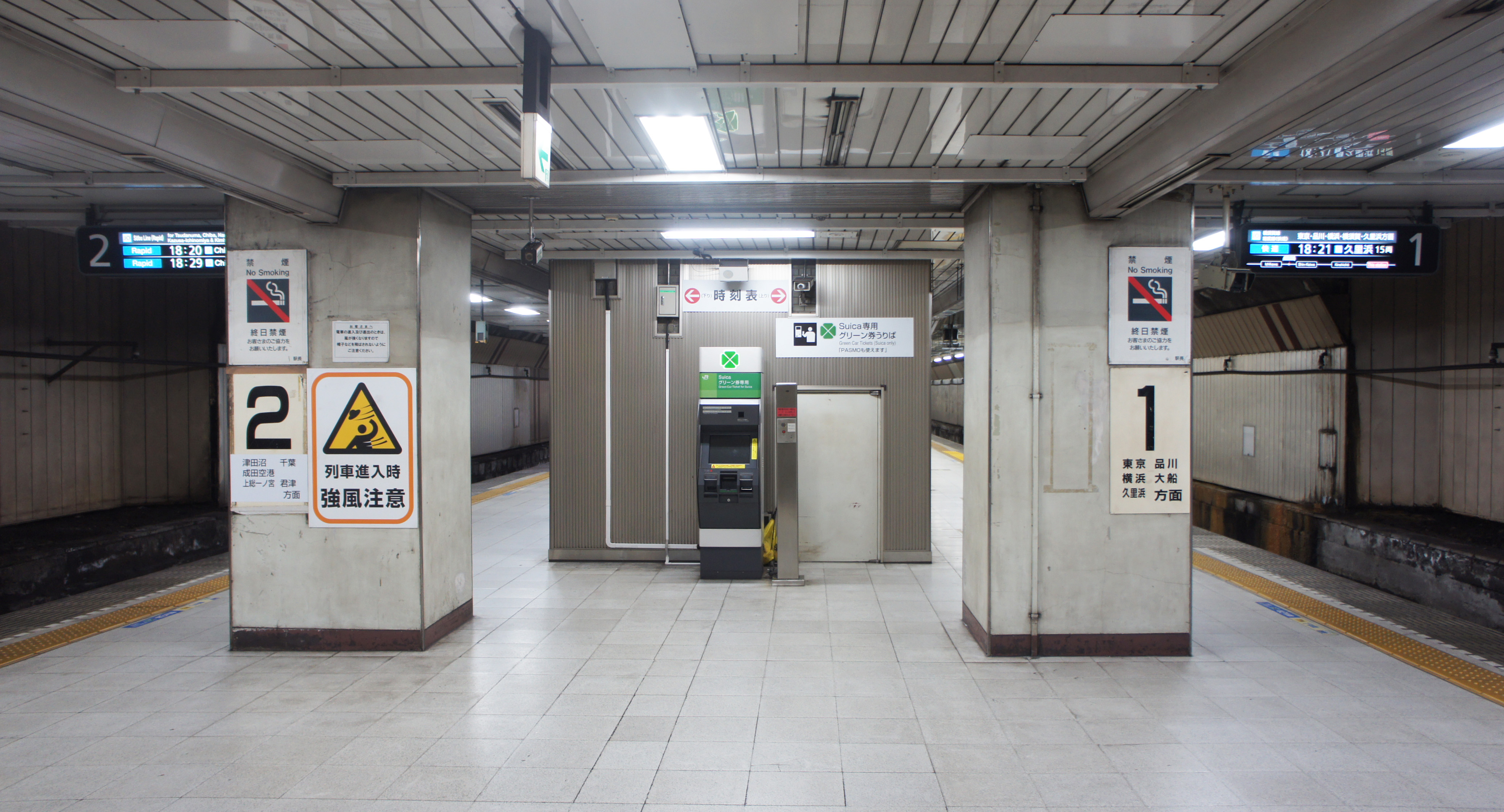
ホーム（2021年4月）
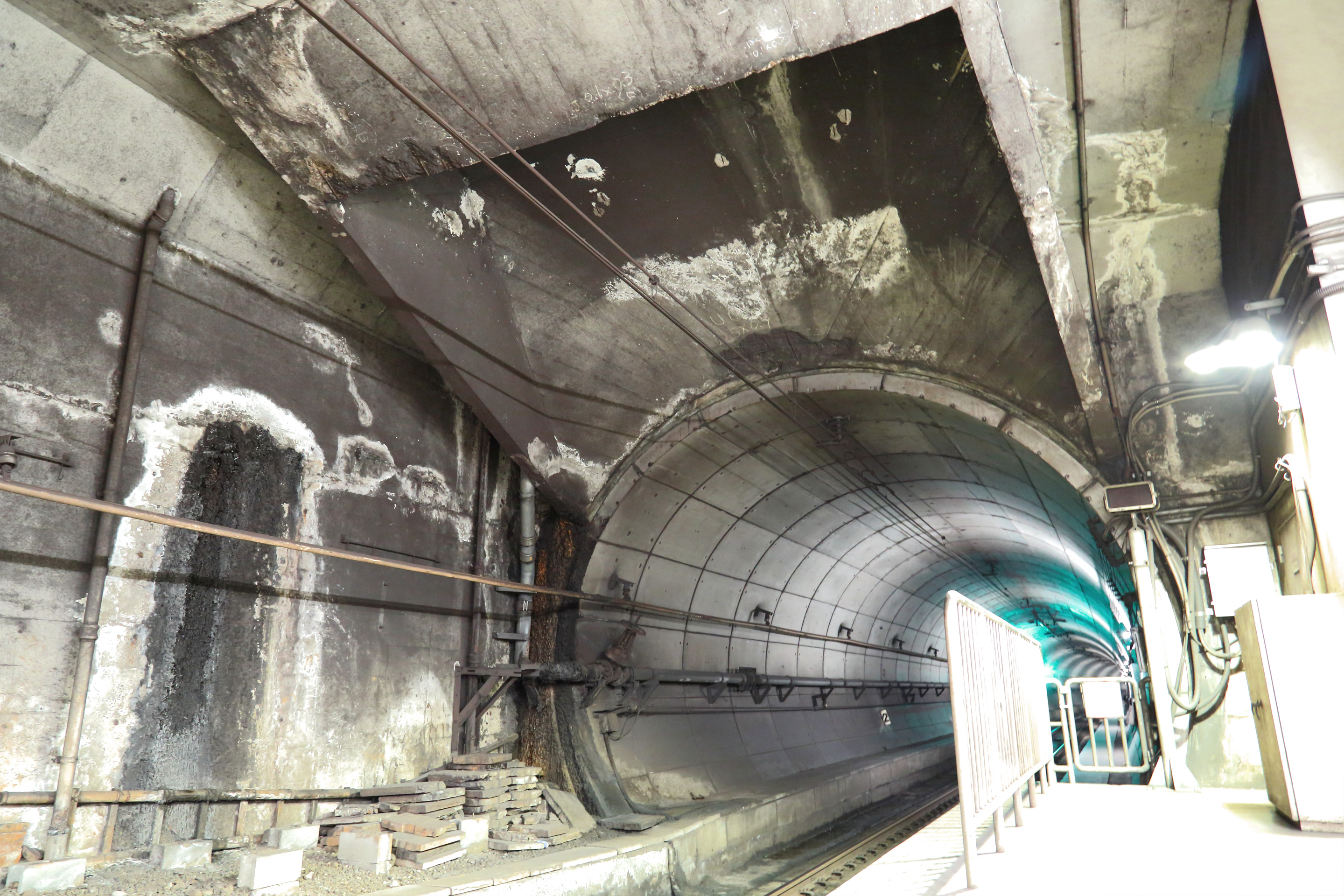
1番線東京方面のシールドトンネル
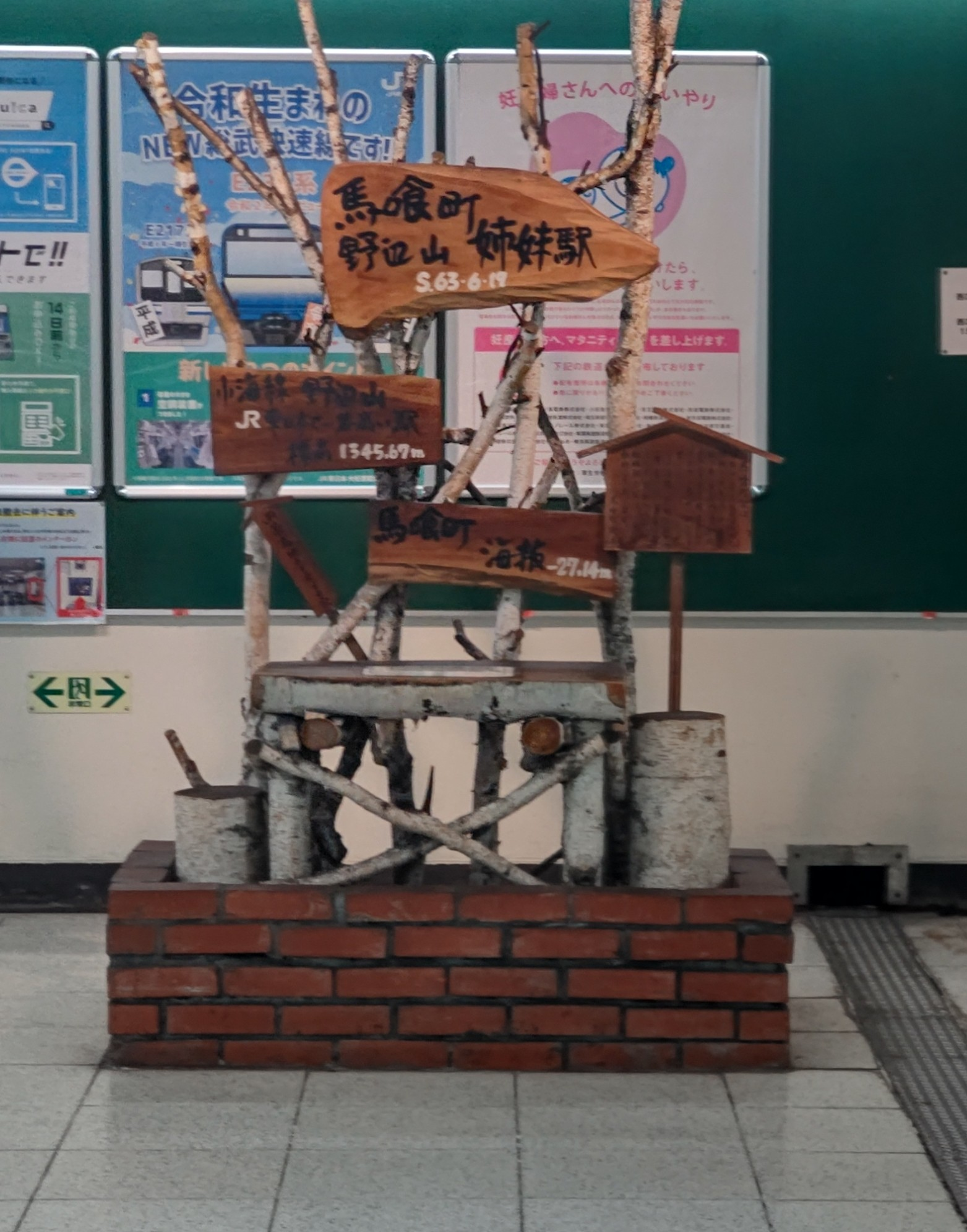
東口改札口前にあるモニュメント （2023年9月）

## 利用状況
2023年度（令和5年度）の1日平均乗車人員は24,032人である。総武快速線の駅では新日本橋駅に次いで2番目に少ない。
1990年度（平成2年度）以降の推移は以下のとおりである。
| 1日平均乗車人員推移 | 1日平均乗車人員推移 | 1日平均乗車人員推移 | 1日平均乗車人員推移 | 1日平均乗車人員推移 | 1日平均乗車人員推移 | 1日平均乗車人員推移 |
| 年度                | 定期外              | 定期                | 合計                | 出典                | 出典                | 出典                |
| 年度                | 定期外              | 定期                | 合計                | JR                  | 東京都              | 中央区              |
| ------------------- | ------------------- | ------------------- | ------------------- | ------------------- | ------------------- | ------------------- |
| 1990年（平成02年）  |                     |                     | 22,545              |                     | [ 都 1 ]            |                     |
| 1991年（平成03年）  |                     |                     | 23,658              |                     | [ 都 2 ]            |                     |
| 1992年（平成04年）  |                     |                     | 24,060              |                     | [ 都 3 ]            |                     |
| 1993年（平成05年）  |                     |                     | 24,118              |                     | [ 都 4 ]            |                     |
| 1994年（平成06年）  |                     |                     | 23,562              |                     | [ 都 5 ]            |                     |
| 1995年（平成07年）  |                     |                     | 23,489              |                     | [ 都 6 ]            |                     |
| 1996年（平成08年）  |                     |                     | 23,255              |                     | [ 都 7 ]            |                     |
| 1997年（平成09年）  |                     |                     | 22,923              |                     | [ 都 8 ]            |                     |
| 1998年（平成10年）  |                     |                     | 22,964              |                     | [ 都 9 ]            |                     |
| 1999年（平成11年）  |                     |                     | 22,831              |                     | [ 都 10 ]           |                     |
| 2000年（平成12年）  |                     |                     | 22,589              | [ JR 2 ]            | [ 都 11 ]           |                     |
| 2001年（平成13年）  |                     |                     | 22,461              | [ JR 3 ]            | [ 都 12 ]           |                     |
| 2002年（平成14年）  |                     |                     | 22,655              | [ JR 4 ]            | [ 都 13 ]           |                     |
| 2003年（平成15年）  |                     |                     | 22,078              | [ JR 5 ]            | [ 都 14 ]           |                     |
| 2004年（平成16年）  |                     |                     | 21,629              | [ JR 6 ]            | [ 都 15 ]           |                     |
| 2005年（平成17年）  |                     |                     | 21,523              | [ JR 7 ]            | [ 都 16 ]           |                     |
| 2006年（平成18年）  |                     |                     | 21,919              | [ JR 8 ]            | [ 都 17 ]           |                     |
| 2007年（平成19年）  |                     |                     | 23,051              | [ JR 9 ]            | [ 都 18 ]           |                     |
| 2008年（平成20年）  |                     |                     | 23,742              | [ JR 10 ]           | [ 都 19 ]           |                     |
| 2009年（平成21年）  |                     |                     | 24,004              | [ JR 11 ]           | [ 都 20 ]           |                     |
| 2010年（平成22年）  |                     |                     | 24,428              | [ JR 12 ]           | [ 都 21 ]           |                     |
| 2011年（平成23年）  |                     |                     | 24,400              | [ JR 13 ]           | [ 都 22 ]           |                     |
| 2012年（平成24年）  | 7,529               | 16,965              | 24,495              | [ JR 14 ]           | [ 都 23 ]           |                     |
| 2013年（平成25年）  | 7,529               | 17,084              | 24,614              | [ JR 15 ]           | [ 都 24 ]           |                     |
| 2014年（平成26年）  | 7,546               | 16,997              | 24,544              | [ JR 16 ]           | [ 都 25 ]           |                     |
| 2015年（平成27年）  | 7,709               | 17,314              | 25,024              | [ JR 17 ]           | [ 都 26 ]           | [ 中 1 ]            |
| 2016年（平成28年）  | 7,815               | 17,460              | 25,275              | [ JR 18 ]           | [ 都 27 ]           | [ 中 2 ]            |
| 2017年（平成29年）  | 8,139               | 17,645              | 25,784              | [ JR 19 ]           | [ 都 28 ]           | [ 中 3 ]            |
| 2018年（平成30年）  | 8,328               | 17,863              | 26,192              | [ JR 20 ]           | [ 都 29 ]           | [ 中 4 ]            |
| 2019年（令和元年）  | 8,104               | 18,079              | 26,183              | [ JR 21 ]           | [ 都 30 ]           | [ 中 5 ]            |
| 2020年（令和02年）  | 5,099               | 14,026              | 19,126              | [ JR 22 ]           | [ 都 31 ]           | [ 中 6 ] [ 中 7 ]   |
| 2021年（令和03年）  | 6,136               | 13,170              | 19,307              | [ JR 23 ]           | [ 都 32 ]           | [ 中 8 ]            |
| 2022年（令和04年）  | 7,750               | 14,059              | 21,810              | [ JR 24 ]           | [ 都 33 ]           | [ 中 9 ]            |
| 2023年（令和05年）  | 8,962               | 15,070              | 24,032              | [ JR 1 ]            |                     |                     |

## 駅周辺
当駅周辺は繊維系製品を扱う問屋街である。
- 日本橋横山町・馬喰町問屋街 - 日本最大の現金問屋街で、衣服・アクセサリー関係など多数の店舗がある。
- 繊維問屋街（東神田・岩本町） - 老舗の衣料品問屋が集まっている。
- 東神田一丁目郵便局
- 東浴信用組合本店
- 明治座
- 坂善商事本社・サカゼン馬喰町店
- ニットーパック本社
- 東横INN神田秋葉原
- 中央・総武緩行線・都営地下鉄浅草線浅草橋駅（横断地下歩道C3出入口から徒歩5分ほど）

かつては、長崎屋やサンクス&アソシエイツが駅周辺に本社を構えていた。

## バス路線
東京都交通局（都営バス）
最寄りの停留所は、1・2番出入口付近にある馬喰町である。東42系統の浅草方面は2か所に分かれており、東京駅始発の東42-1系統は1番出口そばの停留所を、東神田始発の東42-2系統は清洲橋通り上の停留所を用いる。
- 東42-1：南千住駅西口行き・南千住車庫前行き／東京駅八重洲口行き
- 東42-2：南千住駅西口行き・南千住車庫前行き
- 秋26：葛西駅前行き
  - 馬喰町周辺の清洲橋通りは東行一方通行のため、秋葉原駅前行きは江戸通りを西へ数分のところにある小伝馬町停留所から利用する。

東42系統は4・5番出入口付近にある浅草橋も利用可能である（こちらには東42-2系統の東神田行も停車）。
かつては、「草43」系統の千住車庫 - 東神田線、「錦27」系統の小岩駅 - 箱崎町線（京成バスとの共同運行）、「草28」系統の神田駅 - 葛西橋・葛西車庫線も発着していたが、いずれも20世紀末に廃止された。
日の丸自動車興業
最寄りの停留所は、富沢町である。
- メトロリンク日本橋Eライン：地下鉄水天宮前駅方面

## 隣の駅
東日本旅客鉄道（JR東日本）
 総武線（快速）
新日本橋駅 (JO 20) - 馬喰町駅 (JO 21) - 錦糸町駅 (JO 22)

### 記事本文